# C. C. Bergius
Pour les articles homonymes, voir Bergius et Zimmer.
 (décembre 2023).
La mise en forme du texte ne suit pas les recommandations de Wikipédia : il faut le « wikifier ».
Les points d'amélioration suivants sont les cas les plus fréquents :
- Les titres sont pré-formatés par le logiciel. Ils ne sont ni en capitales, ni en gras.
- Le texte ne doit pas être écrit en capitales (les noms de famille non plus), ni en gras, ni en italique, ni en « petit »…
- Le gras n'est utilisé que pour surligner le titre de l'article dans l'introduction, une seule fois.
- L'italique est rarement utilisé : mots en langue étrangère, titres d'œuvres, noms de bateaux, etc.
- Les citations ne sont pas en italique mais en corps de texte normal. Elles sont entourées par des guillemets français : « et ».
- Les listes à puces sont à éviter, des paragraphes rédigés étant largement préférés. Les tableaux sont à réserver à la présentation de données structurées (résultats, etc.).
- Les appels de note de bas de page (petits chiffres en exposant, introduits par l'outil «  Source ») sont à placer entre la fin de phrase et le point final[comme ça].
- Les liens internes (vers d'autres articles de Wikipédia) sont à choisir avec parcimonie. Créez des liens vers des articles approfondissant le sujet. Les termes génériques sans rapport avec le sujet sont à éviter, ainsi que les répétitions de liens vers un même terme.
- Les liens externes sont à placer uniquement dans une section « Liens externes », à la fin de l'article. Ces liens sont à choisir avec parcimonie suivant les règles définies. Si un lien sert de source à l'article, son insertion dans le texte est à faire par les notes de bas de page.
- La présentation des références doit suivre les conventions bibliographiques. Il est recommandé d'utiliser les modèles {{Ouvrage}}, {{Chapitre}}, {{Article}}, {{Lien web}} et/ou {{Bibliographie}}. Le mode d'édition visuel peut mettre en forme automatiquement les références.
- Insérer une infobox (cadre d'informations à droite) n'est pas obligatoire pour parachever la mise en page.

Pour une aide détaillée, merci de consulter Aide:Wikification.
Si vous pensez que ces points ont été résolus, vous pouvez retirer ce bandeau et améliorer la mise en forme d'un autre article.
C. C. Bergius, de son vrai nom Egon-Maria Zimmer (né le 2 juillet 1910 à Buer/Westphalie et mort le 23 mars 1996 à Vaduz) est un écrivain allemand.
Passionné d'aviation, puis pilote dans l'armée allemande, il devient connu du grand public lorsqu'il anime à la télévision l'émission Straße der Piloten.

## Biographie
Egon-Maria Zimmer poursuit ses études dans une école secondaire supérieure jusqu'à peu avant le baccalauréat.
Dès son adolescence, Egon-Maria Zimmer fréquente régulièrement le petit aéroport de sa ville natale en Westphalie. Il effectue son premier vol à l'âge de 17 ans. 
En 1930, il suit une formation de commerçant en exportation à Hambourg et adhère au Parti national-socialiste des travailleurs allemands (NSDAP) le 1er décembre 1931 (numéro de membre 858.193).
À partir de 1933, il devient instructeur de vol et membre de la Légion Condor, puis, avec le début de la guerre, il occupe les postes de pilote météorologue et de pilote d'essai. À partir de 1941, il accède au rang de capitaine de vol et devient pilote pour le ministère de l'Armement.
Après la Seconde Guerre mondiale, il se tourne vers une carrière d'écrivain et initie la création de sa propre maison d'édition. Ses œuvres sont traduites en dix-neuf langues et grâce à la maison d'édition Bertelsmann, qui les commercialise principalement via le club du livre, elles atteignent une impression totale de onze millions d'exemplaires.
En hommage à Friedrich Bergius, lauréat du prix Nobel de chimie en 1931, Zimmer adopte le pseudonyme d'écrivain C. C. Bergius. Ce dernier avait mis au point un procédé de liquéfaction du charbon, permettant malgré la pénurie de matières premières en Allemagne, la production de carburant d'aviation par le procédé Bergius-Pier, facilitant ainsi la pratique du vol.
Membre du P.E.N. Club et cofondateur du P.E.N. Club Liechtenstein, sa bibliothèque personnelle est actuellement conservée à la Bibliothèque nationale du Liechtenstein.
Il acquiert une notoriété auprès du grand public dans les années 60 grâce à la série télévisée Straße der Piloten diffusée sur ZDF, considérée comme la première grande documentation sur l'aviation et l'aérospatiale de l'histoire de la télévision allemande.

## Œuvres
- Emil Jannings mein Leben, 1951
- Blut und Blüten für Dschingis-Chan, 1951 (erste Auflage von Dschingis-Chan, s. u.)
- Absturz in der Steppe, 1955 (auch unter dem Titel Absturz über der Steppe)
- Treffpunkt Casablanca, 1958
- Die Straße der Piloten, 1959
- Der Fälscher, 1961; Goldmann Taschenbuch, Munich, 1976,  (ISBN 3-442-03751-4).
- Heißer Sand, 1962
- Sand in Gottes Mühlen (zwei Teile), 1964

1. Der Agent
2. Der Rebell

- Das weiße Krokodil, 1965
- Die Straße der Piloten im Bild, 1967
- Der Tag des Zorns, 1967
- Roter Lampion, 1969
- Das medaillon, 1971
- Nebel im Fjord der Lachse, 1972
- Entscheidung auf Mallorca, 1974
- Dschingis-Chan, 1974 (erste Auflage s. o.)
- Oleander Oleander, 1975
- Schakale Gottes, 1977
- La Baronessa, 1978
- Söhne des Ikarus, 1979
- Der Feuergott, 1980
- Spanisches Roulette, 1982
- L'amore eterno 1982 (DNB nicht gelistet. Nur im Sammelband erschienen)
- Endstation Tibet, 1984
- Sand in Gottes Mühlen, 1987
- El Comandante, 1987
- Jenseits der Gobi, 1989